# Эверт, Ренате
Рена́те Э́верт (нем. Renate Ewert; 9 ноября 1933, Кёнигсберг, Восточная Пруссия, Германия — 4 декабря 1966, Мюнхен, ФРГ) — немецкая актриса.

## Биография
Ренате Эверт родилась 9 ноября 1933 года в Кёнигсберге (провинция Восточная Пруссия, Германия). Во время Второй мировой войны семья Ренате была перемещена в Гамбург.
В 1955—1966 года Ренате сыграла более чем в 35-ти фильмах и телесериалах.
4 декабря 1966 года 33-летняя Ренате покончила жизнь самоубийством у себя в квартире в Мюнхене (Западная Германия) и 6 днями позже она была найдена мёртвой своей подругой-актрисой Сюзанне Крамер (1936—1969). Вскоре после смерти дочери родители Эверт также покончили с собой через отравление.